# Boogie Wonderland (Lied)
Boogie Wonderland ist ein Lied der US-amerikanischen Band Earth, Wind and Fire aus dem Jahr 1979, in Zusammenarbeit mit dem US-amerikanischen Gesangstrio The Emotions.

## Entstehung und Veröffentlichung
Das Lied wurde gemeinsam von Jon Lind und Allee Willis geschrieben. Für die Produktion zeichneten die beiden Earth,-Wind-and-Fire-Mitglieder Al McKay und Maurice White verantwortlich.
Die Erstveröffentlichung von Boogie Wonderland erfolgte als Single am 20. März 1979 bei Columbia Records. Diese erschien als 7″-Single mit einem Instrumental als B-Seite (Katalognummer: 3-10956). Am 8. Juni desselben Jahres erschien das Lied als Teil von I Am (Katalognummer: FC 35730), dem neunten Studioalbum von Earth, Wind and Fire. 1985 wurde die Single neu bei Old Gold Records, mit der B-Seite Let’s Groove, aufgelegt (Katalognummer: 9558).

## Inhalt
Willis schrieb den Text als Reaktion auf den Kriminalfilm Auf der Suche nach Mr. Goodbar (1977) in dem Rosanne Quinn, eine ermordete Lehrerin, versucht, ihren Schmerz und ihre Unsicherheit mit Alkohol, Drogen und Sex zu überspielen. Das in dem Lied beschriebene „Boogie-Wunderland“ ist ein magischer Ort, aber der Text konzentriert sich auch auf die triste Realität, aus der die Diskotheken einen Ausweg bieten. Der Song erzeugt eine allgemeine Stimmung des Eskapismus und beginnt mit den unangenehmen Nachwirkungen einer Nacht, die das Leben besser machte, aber nur für ein paar Stunden.

## Rezeption

### Preise
Boogie Wonderland gewann einen Grammy für die beste R&B-Instrumentaldarbietung.

### Rezensionen
Rose Riggins von Gannett schrieb: „Boogie Wonderland ist der Hit. Aber es ist mehr als nur ein durchschnittlicher Popsong. Der Song ist eine Erkundung der Zeiten, die man auf Hauspartys und in Discos verbracht hat, als man Disco-Königin oder -König sein wollte und das Rampenlicht einfach nicht auf einen gerichtet war. Du fragst dich, warum und schaust in den Spiegel, der dir sagt: Uh, Uh, baby it don't work you dance to shake the hurt. Wie so viele EWF-Hits wird auch „Boogie Wonderland“ von den schmetternden Bläsern unterstützt, die zum Markenzeichen der Gruppe geworden sind. Zusammen mit der talentierten Gesangsgruppe The Emotions hat EWF einen Song geschaffen, der sich in die Riege vergangener Hits wie Mighty Mighty, Getaway, Fantasy und September einreihen wird.“ Dave Marsh vom Rolling Stone sagte, Maurice White „nimmt einfache Tanzformeln wie ‚Boogie Wonderland‘ und findet darin neue Möglichkeiten“.
James Johnson vom Evening Standard nannte es einen Titel, der „in einen bodenständigen Dialog für die Tanzfläche verpackt ist“. Matthew Greenwald von AllMusic erklärte: „Eine der wenigen Platten, die zwei vollwertige Gruppen erfolgreich zusammenbrachte, die Kombination von EWF und den Emotions wirkte hier Wunder und es bleibt ein Klassiker dieser Zeit.“ Allen Weiner von Morning Call schrieb: „Boogie Wonderland ist das kommerziellste Stück der LP, eine Hommage an Jazz/Soul- und Disco-Fans, die pulsiert und gefällt“. Ace Adams von der New York Daily News fand ebenfalls, dass „The Emotions' Boogie Wonderland Earth, Wind & Fire auf diesem Album zu einem fliegenden Start verhilft“.

## Kommerzieller Erfolg

### Chartplatzierungen
| ChartsChartplatzierungen       | Höchstplatzierung | Wochen |
| ------------------------------ | ----------------- | ------ |
| Deutschland (GfK)              | 25 (11 Wo.)       | 11     |
| Vereinigte Staaten (Billboard) | 6 (16 Wo.)        | 16     |
| Vereinigtes Königreich (OCC)   | 4 (13 Wo.)        | 13     |

| ChartsJahrescharts (1979)      | Platzierung |
| ------------------------------ | ----------- |
| Vereinigte Staaten (Billboard) | 57          |

### Auszeichnungen für Musikverkäufe
| Land/Region                  | Auszeichnungen für Musikverkäufe (Land/Region, Auszeichnung, Verkäufe) | Verkäufe  |
| ---------------------------- | ---------------------------------------------------------------------- | --------- |
| Dänemark (IFPI)              | Platin                                                                 | 90.000    |
| Italien (FIMI)               | Gold                                                                   | 25.000    |
| Neuseeland (RMNZ)            | Platin                                                                 | 30.000    |
| Vereinigte Staaten (RIAA)    | Gold                                                                   | 1.000.000 |
| Vereinigtes Königreich (BPI) | Platin                                                                 | 600.000   |
| Insgesamt                    | 2× Gold · 3× Platin ·                                                  | 1.745.000 |

## Adaptionen und Coverversionen
- 1996: Stretch & Vern pres. Maddog – I’m Alive[1]
- 2024: Cascada (Abum: Studio 24)[1]